# Linzgau
Linzgau è un Gau dell'antico Ducato di Svevia situato sulla riva nord del Lago di Costanza; attualmente la regione fa parte dello stato federato del Baden-Württemberg in Germania. 